# Air Efata
Air Efata est une compagnie aérienne indonésienne créée en 2005 avec pour objectif de relier directement la province de Papouasie en Nouvelle-Guinée occidentale à Jakarta et l'île de Java.

## Destinations
Air Efata relie Biak, Jayapura et Timika en papouasie à Jakarta et Surabaya dans Java.

## Flotte
Air Efata loue 3 McDonnell Douglas MD83/88.